# Torso Belvedere
O Torso Belvedere é uma famosa estátua fragmentária preservada nos Museus Vaticanos, e criada pelo escultor ateniense Apolônio, ativo durante o período helenístico. Foi datada de meados do século I a.C.
Foi redescoberto em data e local ignorados, e parece não ter chamado a atenção. Não foi citado na literatura antes da década de 1430, quando o antiquário Ciriaco d'Ancona transcreveu a inscrição que a obra trazia: "Apolônio, filho de Nestor, o ateniense". Nesta época pertencia à coleção do cardeal Prospero Colonna. Uma geração mais tarde passou a ser considerado uma obra-prima digno de ombrear ao lado dos celebrados Apolo Belvedere e do Grupo de Laocoonte, e tinha um apelo especial por ser uma das raras grandes relíquias da Antiguidade que era assinada. Depois foi adquirido pelo escultor Andrea Bregno, e em torno de 1530 estava no Vaticano, sendo exibido na galeria do Belvedere, que lhe deu o nome.
Em 1550 Vasari disse que o Torso fora responsável por uma importante mudança no estilo da época, conduzindo a escultura do Renascimento à perfeição anatômica típica da fase conhecida como Alta Renascença. Michelangelo era fascinado pela peça, que deixou sua marca no estilo dos jovens nus que ele pintou no teto da Capela Sistina. Foi copiado em gravura e pintura por Goltzius e Rubens, diversos eruditos e outros artistas o louvaram, e foi reproduzido em escala menor vezes sem conta. Na retomada dos ideais clássicos durante o Neoclassicismo, grandes nomes como Winckelmann e Reynolds voltaram a celebrá-lo, e foram feitas novamente várias cópias. Ainda hoje é altamente estimado e serve como inspiração para releituras de outros artistas.
A obra foi realizada em mármore branco; a figura está nua, salvo um retalho de pele de animal que lhe cobre o flanco esquerdo, e tem tamanho acima do natural. De início se pensou que era uma representação de Hércules, graças à sua musculatura bem desenvolvida e atitude dinâmica; o fragmento de pele sobre o qual a figura se assenta foi também de início identificado como a de um leão, um dos atributos tradicionais de Hércules. Brunilde Ridgway disse que a obra podia ser uma derivação de um Hércules do século II a.C. da escola de Lísipo, provavelmente em bronze, ou talvez fosse Ájax, a partir de uma estatueta sabidamente de Ajax da Coleção Ortiz em uma posição similar à do Torso. Outras teorias preferem ver nele Mársias ou Filocteto. Mais tarde a pele foi identificada como sendo de pantera, o que colocaria a identidade do sujeito na órbita de Dionísio. A pedra por debaixo da pele, o tamanho acima do natural do corpo, também podem sugerir a representação de uma criatura da natureza, antes do que um herói ou guerreiro.